# 谷雄一
谷雄一（1905年—1931年），原名谷文会，曾用名苏亦雄，谷隧。河北安国人。中国共产党党员。

## 生平
谷雄一早年在亲友资助在家乡读书。1915年，考入康庄国民小学读书。1921年，考入保定育德中学，在学校期间，深受共产主义思想影响。1924年秋，中共保定市委成立后，他积极参加党组织所领导和发动的学生运动。1925年夏中学毕业后，派往西北陆军干部学校学习。毕业后被分配在西北军工作，后在方振武旅任中校参谋。1926年9月被编为冯玉祥国民联军第五军。1926年冬，经张兆丰介绍加入中国共产党。国共合作失败后，谷雄一来到北京。1928年夏，被派往河北军事政治学校秘密从事兵运，在军队中发展和建立中共党组织。1929年秋，谷雄一奉命离开军校，在北平、天津、唐山一带活动，专门从事党兵运。
1930年3月，谷雄一参与领导发动唐山兵变未遂。5月，去天津从事兵运工作时被捕，9月经中共党组织营救获释。这年底，他根据党的指示，到太原任中共山西省委委员兼军委书记。1931年4月，中共山西省委改为山西特委，谷雄一仍然负责军委的工作。7月，赴山西平定，领导了平定兵变，建立了中国工农红军第二十四军，并任军政治委员。尔后，率部转战至河北阜平，组织建立了阜平县苏维埃政府，成为当时华北地区的第一个中共政权。同年8月10日被捕入狱，不久，被押至北平。不久谷雄一在北平西直门外被处决，时年26岁。